# Beth Gibbons
Beth Gibbons, född 4 januari 1965 i Exeter, Devon, är en brittisk sångerska och låtskrivare samt sångerska i det engelska bandet Portishead.

## Karriär
Beth Gibbons är medlem av Portishead, men har också deltagit i en rad andra projekt bland annat med Paul Webb, aka Rustin' Man (tidigare medlem i gruppen Talk Talk). I oktober 2002 gavs albumet Out of Season ut.

## Diskografi

### Portishead
- Dummy (1994)
- Portishead (1997)
- Roseland NYC Live (1998)
- Third (2008)

### Solo
- Out of Season (2002) med Rustin Man
- Acoustic Sunlight (2003) med Rustin Man
- Lives Outgrown (2024)[2]

### Gibbons i andra sammanhang
- "Orang" på .O.rangs  album Herd of Instinct (1994)
- "Jalap" på .O.rangs album Fields and Waves (1996)
- "Lonely Carousel" på Rodrigo Leãos album Cinema
- "Strange Melody" på Jane Birkins album Rendez-Vous
- "Killing Time" på Joss Stones Mind, Body & Soul
- Musik till Diane Bertrands film "L'Annulaire" (inte släppt, 2005)
- "My Secret" på Jane Birkins album Fictions
- "Stranger In This Land" på Frieds album Fried
- "Sing" med Annie Lennox på Songs of Mass Destruction
- Musik till Diane Bertrands film Baby Blues
- "Requiem for Anna" på Monsieur Gainsbourg Revisited - under namnet Portishead
- Musik till Julie Taymors film "The Tempest (2010 film)" - "Prospera's Coda" av Elliot Goldenthal
- "Mysteries" med Rustin Man på "The Russian Dolls" soundtrack